# Void
void 在诸如 C/C++ 等编程语言中是一个关键字，表示一个函数“不返回值”。注意这并不意味着某个函数永不返回，只是说“该函数的返回值没有意义、调用方应当无视”。
在参数表中的 void 代表该函数没有参数。

## void*
在指针基类型位置的 void 表示这个指针可以指向任何类型的数据（函数除外）。